# Pseudoraphis squarrosa
Pseudoraphis squarrosa là một loài thực vật có hoa trong họ Hòa thảo. Loài này được (L. f.) Hara miêu tả khoa học đầu tiên năm 1941.